# Carver megye
Carver megye az Amerikai Egyesült Államokban, azon belül Minnesota államban található. Megyeszékhelye és legnagyobb városa Chaska. Lakosainak száma 106 922 fő (2020. április 1.). Carver megye Wright, Hennepin, Scott, Sibley és McLeod megyékkel határos.

## Népesség
A megye népességének változása:
| Lakosok száma | 91 341 | 92 835 | 93 868 | 95 562 | 98 741 | 106 922 |
|               | 2010   | 2011   | 2012   | 2013   | 2015   | 2020    |